# Fletcher Norton (1er baron Grantley)
Pour les articles homonymes, voir Norton.
Fletcher Norton, 1er baron Grantley, né le 23 juin 1716 et mort le 1er janvier 1789 à Londres,, est un avocat et un homme politique britannique.

## Biographie
Étudiant au St John's College de l'université de Cambridge et au Middle Temple, il est appelé au barreau en 1739 et pratique le métier de barrister. En 1754 il est fait King's Counsel (conseiller du roi), titre honorifique prestigieux reconnaissant les avocats éminents. Il est le premier membre de sa famille à entrer en politique, et est élu député d'Appleby-in-Westmorland à la Chambre des communes à l'occasion d'une élection partielle en mars 1756. Il y soutient le gouvernement whig du Premier ministre Thomas Pelham-Holles, duc de Newcastle. Considéré comme un très bon juriste, il est fait solliciteur général (Angleterre-et-Galles) de janvier 1762 à décembre 1763, date à laquelle il devient procureur général jusqu'en juillet 1765. Il est fait chevalier en janvier 1762, et poursuit dans le même temps sa carrière de député. Bon orateur, il est « vulgaire et brutal » dans ses propos, mais n'a « peur de personne et est écouté avec attention par toutes les factions à la Chambre ». En mars 1769 il est fait membre du Conseil privé.
En janvier 1770 il est élu président de la Chambre des communes sur proposition du Premier ministre Augustus FitzRoy, duc de Grafton ; il reçoit les voix de 237 députés contre 121 pour Thomas Townshend, le candidat d'Opposition proposé par Lord Rockingham. Bien que la tradition à cette époque accepte que le président prenne part aux débats et aux votes de comités parlementaires comme tout autre député, Sir Fletcher Norton décide explicitement d'éviter les prises de position partisanes durant son mandat à la présidence, afin de l'exercer de manière neutre. En 1777, lorsqu'il présente au roi George III le budget accordé par la Chambre au gouvernement dans le cadre de la révolution américaine, il souligne le fait que les députés ont accepté d'accorder « de très grands revenus [...], grands au-delà de tout précédent, grands au-delà des plus grandes dépenses de Votre Majesté » alors que leurs électeurs « peinent sous des fardeaux presque trop lourds à porter ». Des membres du gouvernement le critiquent pour ces propos, mais la Chambre lui exprime ses remerciements.
En mars 1780 il attaque ouvertement le Premier ministre Lord North (« le noble Lord ne me compte pas parmi ses amis »), l'accusant d'avoir renié une promesse personnelle à son égard et le menaçant d'en divulguer les tenants à la Chambre. En octobre, le gouvernement propose Charles Wolfran Cornwall comme nouveau président de la Chambre des communes, arguant que la santé de Fletcher Norton est trop fragile pour qu'il puisse continuer à ce poste. Sir Fletcher est proposé comme candidat à la présidence par les députés d'opposition ; il indique ne pouvoir effectivement pas l'exercer plus longtemps, en raison de sa santé défaillante, mais exprime son mécontentement face à ce qu'il perçoit comme un limogeage. Bien qu'il ne soit pas candidat, 134 députés d'Opposition votent pour lui, tandis que Charles Cornwall est élu président avec les voix de 203 députés. Après vingt-six ans passés à la Chambre des communes, Fletcher Norton la quitte en mars 1782, pour être anobli le mois suivant, sur proposition de l'opposition. Fait 1er baron Grantley (en), il siège à la Chambre des lords jusqu'à sa mort sept ans plus tard.